# Kerplunk (album)
Kerplunk er det andet studiealbum af den amerikanske rock-trio Green Day. Det er det første Green Day-album, hvor trommeren Tré Cool er med.
Albummet blev udgivet i 1992 og blev produceret af Andy Ernst og Green Day selv.
Tracket "Welcome To Paradise" blev genindspillet og udgivet på bandets næste plade Dookie.

## Trackliste
Al lyrik skrevet af Billie Joe Armstrong med undtagelse ved noteret, al musik komponeret af Green Day, med undtagelse ved noteret.
| Nr.           | Titel | Længde |
| ------------- | --- | ------ |
| 1.            | "2000 Light Years Away" (musik komponeret af Green Day, Jesse Michaels, Pete Rypins og Dave "E.C." Henwood) | 2:24   |
| 2.            | "One for the Razorbacks"                                                                                    | 2:30   |
| 3.            | "Welcome to Paradise"                                                                                       | 3:30   |
| 4.            | "Christie Road"                                                                                             | 3:33   |
| 5.            | "Private Ale"                                                                                               | 2:26   |
| 6.            | "Dominated Love Slave" (lyrik skrevet af Tré Cool)                                                          | 1:42   |
| 7.            | "One of My Lies"                                                                                            | 2:19   |
| 8.            | "80" | 3:39   |
| 9.            | "Android"                                                                                                   | 3:00   |
| 10.           | "No One Knows"                                                                                              | 3:39   |
| 11.           | "Who Wrote Holden Caulfield?"                                                                               | 2:44   |
| 12.           | "Words I Might Have Ate"                                                                                    | 2:32   |
| Total længde: | Total længde:                                                                                               | 33:58  |

| 13.           | "Sweet Children"                                                                        | 1:41  |
| 14.           | "Best Thing in Town" (lyrik skrevet af Armstrong og Mike Dirnt)                         | 2:03  |
| 15.           | "Strangeland"                                                                           | 2:08  |
| 16.           | "My Generation" (lyrik og musik skrevet af Pete Townshend; originalt opført af The Who) | 2:19  |
| Total længde: | Total længde:                                                                           | 42:09 |